# José Madriz
 (février 2017).
Si vous disposez d'ouvrages ou d'articles de référence ou si vous connaissez des sites web de qualité traitant du thème abordé ici, merci de compléter l'article en donnant les références utiles à sa vérifiabilité et en les liant à la section « Notes et références ».
José Madriz Rodriguez (21 mai 1867 - 14 mai 1911) est un avocat et homme d'État nicaraguayen qui est président du Nicaragua du 21 décembre 1909 au 19 août 1910.
En 1909, une révolte, connue sous le nom de Révolution de la Côte Atlantique éclate contre le gouvernement du général José Santos Zelaya. Ce dernier réagit en ordonnant l'exécution de deux citoyens américains accusés de soutenir les rebelles. Les États-Unis force alors  Zelaya à démissionner et s'exiler.
José Madriz lui succède au poste de président et tente de parvenir à un accord avec les chefs rebelles, sans succès.
La Cour de justice centraméricain de Cartago offre sa médiation, mais Madriz et le chef des rebelles, Juan José Estrada déclinent l'offre.
Les forces rebelles avancent vers la capitale Managua et le 19 août 1910, incapable de résister, José Madriz remet le pouvoir au colonel José Dolores Estrada, frère du chef rebelle.